# ミッキーのマジカルミュージックワールド
ミッキーのマジカルミュージックワールド (英:Mickey's Magical Music World) は、東京ディズニーランドのファンタジーランドで2021年4月1日より上演されている屋内エンターテインメント。ファンタジーランド・フォレストシアターで上演されている。劇場のオフィシャルスポンサー（提供企業）は日本航空（JAL）。

## 概要
東京ディズニーランド（東京ディズニーリゾート）初となる本格的な屋内シアター「ファンタジーランド・フォレストシアター」のオープンに伴い開始されたオリジナルの常設ショーである。当初は2020年4月15日にオープン予定であったが、新型コロナウイルス感染症の影響により2021年4月1日のオープンに変更となった。
ミッキーマウスと仲間たちがさまざまなディズニー映画やディズニー&ピクサー映画の音楽に遭遇する旅を描くショーで、本格的なシアターならではの大掛かりな舞台装置を使用したダイナミックな演出などが特徴である。
当初のグランドオープン日は東京ディズニーランド開園37周年にあたる2020年4月15日と告知されていたが、新型コロナウイルス感染症の流行により開業は無期限延期となった。その後、臨時休園明けの2020年9月28日にニューファンタジーランドの一部エリア（「美女と野獣“魔法のものがたり”」など）の開業が先行したものの、ファンタジーランド・フォレストシアターは公開見合わせのままとされた。2021年3月、「4月1日にシアターをオープンし、『ミッキーのマジカルミュージックワールド』公演を開始する」ことが発表され、予定より約1年遅れの2021年4月1日より劇場の運用およびショー公演がスタートした。開業当初は新型コロナ対策として座席間隔の確保や定員制限が行われ、鑑賞には東京ディズニーリゾート公式アプリによる事前抽選（エントリー受付）が必要とされた。

## ストーリー
ミッキーマウスとその仲間たちがファンタジーランドの森の奥で魔法のオルゴールを見つけます。そのオルゴールにはディズニーの希望でいっぱいの歌がたくさんあります。様々なディズニーの名曲とともに、キャラクターたちが登場します。すると、ミッキーたちは、オルゴールの中で迷子になっている曲を見つけ、探しに行くことになりました。探している途中で、様々なディズニーキャラクターに会いますが、なかなか見つかりません。するとミッキーはあることに気が付きます。歌が無くなったのではなく、ミッキーたちはまだ自分の歌を持っていません。だからオルゴールはミッキーたちに新しい歌をつくらせたかったということです。そこで、ミッキーたちは頑張って歌を作ろうとしますが、なかなかできません。そこでミッキーは、「みんなで心を一つにして、素晴らしいハーモニーを作ろう!」といい、It’s Your Songという歌を作ります。すると、ミッキーたちは魔法にかかり、素敵な衣装に変わります。そして最後にはミッキー・ミニー・ドナルド・グーフィー・デイジー・プルート・チップ＆デールと、オルゴールの中で迷子になっている曲を探しているときに合った様々なキャラクターが登場し、フィナーレを飾ります。

## 公演情報
- 公演期間：2021年4月1日 -
- 公演時間：約25分[8]
- 公演回数：1日3~5回[要出典]
- 公演場所：ファンタジーランド・フォレストシアター

## 登場キャラクター
ミッキー、ミニー、ドナルド、グーフィー、白雪姫、ピノキオ、ウッディ、ルミエール、ベル、アリス、マッドハッター、メリー・ポピンズ、バルー、キング・ルーイ、ティモン、ジミニー・クリケット、シンデレラ、ジャスミン、ラプンツェル、プーさん、エルサ、ジュディ・ホップス、フック船長、ミスター・スミー、ピーター・パンほか